# Julius Junek
Julius Junek (1. listopadu 1873 Brandýs nad Labem – 16. října 1927 Praha-Žižkov) byl český violoncellista a hudební pedagog.

## Životopis
Narodil se v Brandýse nad Labem nedaleko Prahy. Studoval hru na violoncello na Pražské konzervatoři u Hanuše Vihana. 
Kvůli nemoci Otto Bergera jej v roce 1894 dočasně nahradil v Českém kvartetu. Následně odešel do Záhřebu jako sólista orchestru Záhřebské opery a nějakou dobu pak učil v Lublani. Po návratu do Prahy se v roce 1900 stal sólistou orchestru pražské opery a zároveň vyučoval na Pražské konzervatoři. V roce 1906 se neúspěšně ucházel o místo sólisty ve Vídeňské filharmonii, o rok později byl přijat do orchestru, ale nikoliv na místo prvního hráče. Zároveň byl v letech 1907 angažován v orchestru vídeňské dvorní opery, v letech 1907 ažt 1911 byl také členem smyčcového kvartetu Františka Ondříčka (Ondříčkovo kvarteto). 
V roce 1918, po vzniku Československa, opustil spolu s dalšími dvěma českými hudebníky, Karlem Jerajem a Adolfem Míškem) z vlasteneckých důvodů vídeňské orchestry, a navrátili se do Prahy. Junek následně vedl violoncellové oddělení na Pražské konzervatoři; k jeho žákům zde patřili mj. Rudolf Kubín či Karel Pravoslav Sadlo.
Zemřel po krátké a těžké nemoci 16. října 1927 v Praze ve věku 53 let. 